# Sénokayel
Sénokayel (ou Senokael) est une localité située dans le département de Thiou de la province du Yatenga dans la région Nord au Burkina Faso, à proximité de la frontière avec le Mali. 

## Géographie
Lors du recensement de 2006, on y a dénombré 742 habitants. 

## Éducation et santé
En 2016-2017, la localité possède une école primaire publique.